# Hýsly
Hýsly es una localidad situada en el distrito de Hodonín, en la región de Moravia Meridional, República Checa. Tiene una población estimada, a principios del año 2022, de 413 habitantes.
Está ubicada al sureste de la región, cerca de la orilla del río Morava —un afluente izquierdo del Danubio—, de la frontera con la región de Zlín y con Eslovaquia, y a poca distancia al sureste de la ciudad de Brno.